# أنتوني كولينز
أنتوني كولينز (بالإنجليزية: Anthony Collins)‏ هو لاعب كرة قدم أمريكية أمريكي، ولد في 2 نوفمبر 1985 في بومونت في الولايات المتحدة.

## وصلات خارجية
- أنتوني كولينز على موقع مرجع كرة القدم المحترفة.كوم (الإنجليزية)